# البایاک، اوت-گارون
البایاک، اوت-گارون (به فرانسوی: Albiac, Haute-Garonne) یک کامین در فرانسه است که در Canton of Caraman واقع شده‌است.

## خصوصیات
البایاک ۴٫۷۱ کیلومترمربع مساحت و ۱۹۵ نفر جمعیت دارد و ۲۳۰ متر بالاتر از سطح دریا واقع شده‌است.